# Iskra
Iskra (in russo Искра, La scintilla) fu un giornale socialdemocratico russo, la cui fondazione, insieme con quella della rivista teorica marxista Zarja (Заря, L'alba), fu decisa in una riunione clandestina tenuta a Pskov nell'aprile del 1900, alla quale parteciparono Lenin, Martov, Potresov, Radčenko, Struve, Tugan-Baranovskij e Jakovlev.

## La formazione del giornale
Nella riunione fondativa fu stabilito che il giornale, data la sua natura illegale, sarebbe stato redatto e stampato all'estero per essere poi introdotto clandestinamente in Russia. A Struve, Tugan-Baranovskij e Jakovlev, «marxisti legali» rappresentanti della cosiddetta «opposizione democratica» vicina ai liberali, fu affidato il compito di assicurare i mezzi economici necessari alla stampa, i redattori Lenin e Potresov, che erano sottoposti a costante sorveglianza poliziesca, si sarebbero trasferiti all'estero, dove avrebbero lavorato a contatto con i socialdemocratici dell'Osvoboždenie Truda guidati da Plechanov, mentre all'altro redattore Martov fu per il momento affidato il compito di avvicinare altre organizzazioni rivoluzionarie operanti in Russia.
Pochi giorni dopo, Potresov partì per la Svizzera dove vide Plechanov e lo informò del progetto, mentre Lenin lasciò la Russia il 16 luglio. Quest'ultimo si fermò a Stoccarda e a Monaco per prendere accordi con dei socialdemocratici tedeschi e in particolare con l'editore Dietz, proprietario a Stoccarda di un importante stabilimento tipografico, e ai primi di agosto si stabilì a Zurigo. Pochi giorni dopo Lenin e Potresov incontrarono ancora Plechanov a Ginevra per definire la linea politica e i dettagli organizzativi del nuovo giornale.
Plechanov, la maggiore autorità del marxismo russo, era allora impegnato a combattere la linea revisionistica «economicista» sostenuta dal gruppo politico raccolto intorno ai giornali Rabočaja Mysl' (Il pensiero operaio) e Rabočee Delo (La causa operaia) di Tachtarev e Kričevskij. Nel precedente aprile il II Congresso dell'Unione dei socialdemocratici russi all'estero, alla quale aderivano sia l'Osvoboždenie Truda di Plechanov sia il gruppo economicista, aveva formalizzato il dissenso, e l'organizzazione di Plechanov aveva rotto i rapporti con il Rabočee Delo.
Nell'incontro con Lenin, Plechanov si dimostrò diffidente e scontento del fatto che l'Iskra fosse sostenuto da uomini come Struve, non volendo avere alcun rapporto con i revisionisti del "marxismo legale", diversamente da Lenin che, pur netto oppositore di economicisti e revisionisti, riteneva che presentare ai lettori le diverse posizioni che dividevano la socialdemocrazia russa avrebbe definito "i rapporti con decisione e schiettezza", determinando "quali divergenze sono sostanziali e quali secondarie".

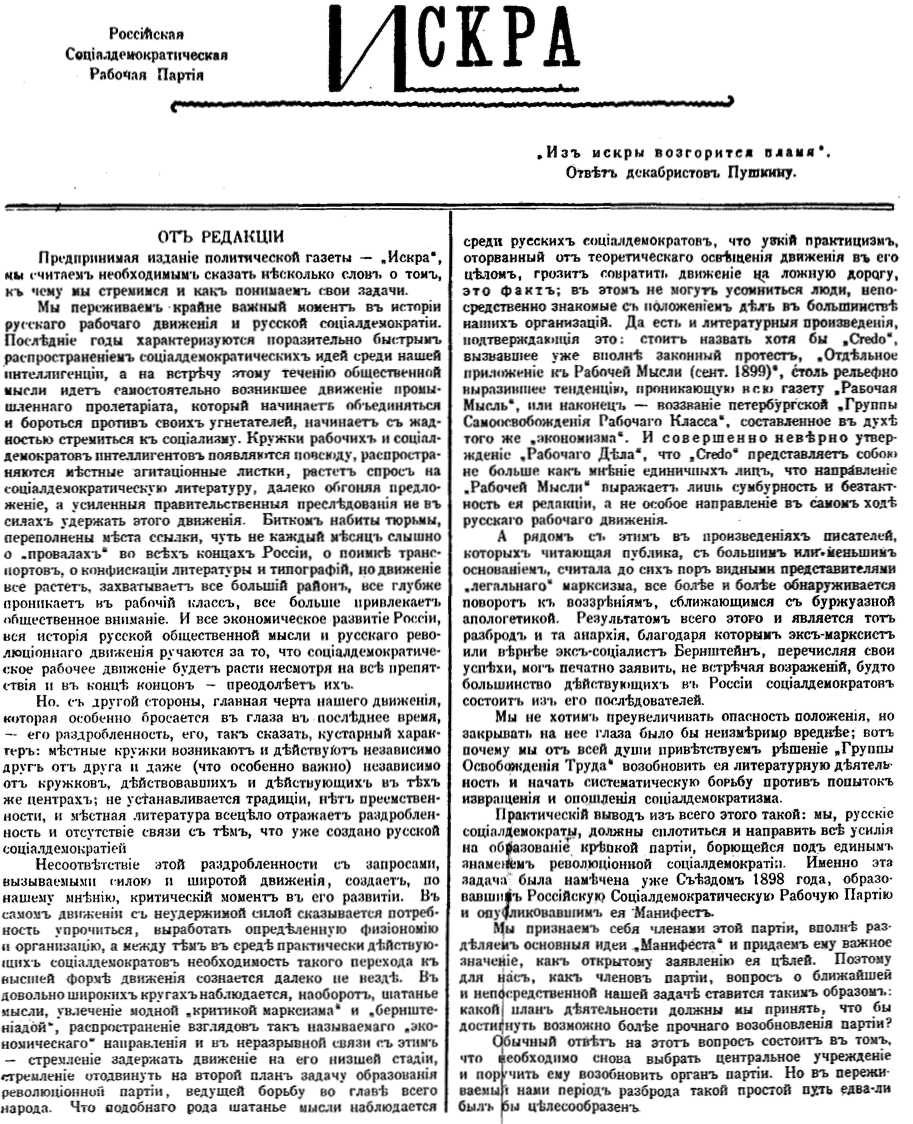
Annuncio dell'imminente pubblicazione dell'Iskra, novembre 1900

Ogni decisione fu così rinviata a una successiva riunione che si tenne in un albergo di Vézenaz. Vi parteciparono Plechanov, Lenin, Potresov, Aksel'rod e Vera Zasulič. L'atteggiamento autoritario di Plechanov, che pretendeva per sé il controllo del giornale, fece sfiorare la rottura e l'abbandono del progetto. Il giorno dopo, nella casa di Plechanov a Corsier, fu raggiunto un accordo. Il comitato di redazione dell'Iskra e della Zarja sarebbe stato formato da Lenin, Plechanov, Zasulič, Aksel'rod, Potresov e Martov, segretaria di redazione sarebbe stata Inna Smidovič, imposta da Plechanov, il quale avrebbe avuto diritto a due voti, i giornali sarebbero stati stampati in Germania - l'Iskra illegalmente in una tipografia clandestina di Lipsia e la Zarja legalmente nella tipografia di Dietz a Stoccarda - più prossima alla frontiera russa. Mentre Plechanov sarebbe rimasto a Ginevra e Aksel'rod a Zurigo, Lenin, Potresov e la Zasulič si sarebbero trasferiti a Monaco per seguire più da vicino le pubblicazioni.
Forse Lenin poteva essere soddisfatto di sottrarsi alla tutela di Plechanov, ma la dispersione dei pochi redattori e collaboratori rendeva macchinoso il lavoro, con grande dispendio di tempo. Come confessava alla madre, Lenin era costretto a muoversi « senza ragione attraverso un paese straniero » e di sperare di finirla presto « con questo confuso vociare » e di mettersi « seriamente al lavoro ». In novembre la redazione annunciò con un volantino la prossima pubblicazione del giornale. Il primo numero dell'Iskra uscì dalle rotative il 24 dicembre 1900. A sinistra del titolo appariva la dicitura «Partito Operaio Socialdemocratico Russo», a destra il motto «Iz iskry vozgoritsja plamja», (Из искры возгорится пламя, Dalla scintilla s'accenderà la fiamma), verso di una poesia di Aleksandr Odoevskij scritta nel 1829 in risposta a Puškin e a difesa del movimento decabrista.
Il successivo 17 gennaio un rapporto dell'Ochrana di Mosca segnalava che l'Iskra circolava a Pietroburgo con un articolo che indicava la possibilità di « cominciare la lotta politica dal momento che gli operai hanno già imparato a condurre la lotta economica ». L'agente affermava che « Vladimir Ul'janov ha ricevuto la missione di trasformare questa formula astratta in carne e ossa » e che sarebbe stato bene « mettere le mani su questo signore ». A parte l'errata segnalazione su un inesistente progetto di un prossimo congresso socialdemocratico in Russia, il rapporto insisteva sulla volontà dell'Iskra di portare l'azione dal terreno della lotta esclusivamente economica a quello della lotta politica e sull'importanza del ruolo di Lenin. Zubatov, l'abile capo della polizia politica moscovita, concordava sulla necessità di "tagliare con urgenza quella testa dal corpo rivoluzionario", essendo Ul'janov "l'elemento attualmente più importante nella rivoluzione".

### Il periodo di Monaco (1900-1902)
Il primo numero dell'Iskra si apriva con l'articolo di Lenin I compiti urgenti del nostro movimento, in polemica con gli economicisti del Rabočee Delo i quali, mettendo da parte i compiti politici del proletariato, sostenevano che i lavoratori dovevano limitarsi a condurre, in alleanza con i liberali, una lotta per ottenere miglioramenti economici. Lenin riaffermava che il compito politico immediato dei socialdemocratici russi era "l'abbattimento dell'autocrazia e la conquista della libertà politica", come indicato da anni dalle organizzazioni socialdemocratiche e, più recentemente, dall'Emancipazione del lavoro e dal Partito Operaio Socialdemocratico Russo fondato nel 1898.
Occorreva mantenere uno stretto collegamento tra lotta politica e lotta economica, rappresentando gli interessi del movimento operaio nel suo complesso, il quale si emancipa solo con il socialismo: «La socialdemocrazia è l'unione del movimento operaio con il socialismo; il suo compito non è quello di porsi passivamente al servizio del movimento operaio in ogni sua singola fase, ma quello di rappresentare gli interessi del movimento nel suo insieme, di mostrare a questo movimento il suo fine ultimo, i suoi compiti politici, di salvaguardare la sua indipendenza politica e ideologica. Staccato dalla socialdemocrazia, il movimento operaio degenera e si trasforma necessariamente in un movimento di carattere borghese: conducendo la sola lotta economica, la classe operaia perde la propria indipendenza politica, diventa un'appendice di altri partiti, tradisce il grande precetto: l'emancipazione della classe operaia deve essere l'opera della classe operaia stessa».
Anche l'articolo di Martov I nuovi amici del proletariato russo sottolineava che "il fine economico del movimento operaio è inseparabile dalla lotta politica, che sola può garantire il suo raggiungimento. Perciò, per sviluppare la coscienza operaia, la propaganda rivoluzionaria della lotta politica deve procedere a fianco del movimento economico della classe operaia". La tattica degli economicisti, indipendentemente dalla loro volontà, avrebbe potuto perfino condurre allo zubatovismo.
[...]